# Филаделфија севентисиксерси
Филаделфија севентисиксерси (енгл. Philadelphia 76ers) су амерички кошаркашки клуб из Филаделфије, Пенсилванија. Играју у НБА лиги (Атлантска дивизија).

## Историја
Кроз историју, Филаделфија је позната као екипа која је у својим редовима имала неке од највећих кошаркаша свих времена. На челу те листе је Вилт Чејмберлен, једини играч који је успео да на НБА утакмици постигне 100 поена. Филаделфија је са Чејмберленом узела једну титулу (1966), али је остао утисак да су са њим могли много више.
Нова ера уследила је доласком Џулијуса Ирвинга, популарног Др Џеја, са којим су такође узели титулу (1983), али су у том периоду изгубили чак три велика НБА финала (1977, 1980, 1982).
После тих блиставих година, уследио је сушни низ, који је прекинут скоро две деценије после. Филаделфија је опет била у жижи интересовања, а нови суперстар био је Ален Ајверсон, који је у периоду од 1996. до 2006. тим довео шест пута у доигравање, а 2001. дошли су до новог великог финала где су Лејкерси били прејаки.

## Награде

### Индивидуалне награде

###### НБА -МВП
- Вилт Чејмберлен (1966-1968)
- Џулијус Ирвинг (1981)
- Мозиз Малон (1983)
- Ален Ајверсон (2001)

###### НБА -МБП Финала
- Мозиз Малон (1983)

###### НБА -Дефанзивни играч године
- Дикембе Мутомбо (2001)

###### НБА -Руки године
- Ален Ајверсон (1997)
- Мајкл Картер-Вилијамс (2014)

## Статистике
| Најбољи играчи током сезоне | Најбољи играчи током сезоне | Најбољи играчи током сезоне |
| Категорија                  | Играч                       | Резултат                    |
| --------------------------- | --------------------------- | --------------------------- |
| Највише минута у игри       | Хал Грир                    | 39,788                      |
| Највише скокова             | Долф Счајес                 | 11,256                      |
| Највише асистенција         | Марис Чикс                  | 6,212                       |
| Највише украдених лопти     | Марис Чикс                  | 1,942                       |
| Највише блокада             | Џулијус Ирвинг              | 1,293                       |
| Највише погођених тројки    | Ален Ајверсон               | 885                         |